# Sleeper (bil)
Sleeper syftar i bilsammanhang ofta på en standardbil som i största möjliga mån inte förändrats till utseendet, men som har trimmats och byggts om under skalet.

## Serieproducerade sleepers
Större biltillverkare kan lansera sleeper-bilar, där de uppgraderat exempelvis motor, bromsar och chassi men där kaross och utseende är oförändrat eller nästintill oförändrat. Ett exempel på en sådan sleeper är Mercedes-Benz 300 SEL 6.3 som var en Mercedes-Benz W109 där man bytt ut M186-motorn som var en rak 6:a till M100-motorn som var en V8 med högt vridmoment och användes av limousinen Mercedes-Benz 600.

## Ägarmodifierade sleepers
Sleepers kan vara en äldre bilmodell som uppgraderats med dyra högprestandakomponenter för att kunna tävla i till exempel dragrace och ändå kunna köras som en vanlig bil utanför tävlingsbanan. Klassiska sleeperbilar är till exempel Volvos modell 240 med en V8 motor från exempelvis Chevrolet eller SAAB 99 med en turbomotor från SAAB 900.